# Ahmad Jamal
Ahmad Jamal, geboren als Frederick Russell Jones  (Pittsburgh (Pennsylvania), 2 juli 1930 – Ashley Falls (Massachusetts), 16 april 2023), was een innovatieve en invloedrijke Amerikaans jazzpianist, componist en mentor. De afgelopen vijf decennia was hij een van de meest succesvolle trioleiders in de jazz.

## Biografie
Jamal werd geboren onder de naam Frederick Russell Jones in Pittsburgh, Pennsylvania, en ging naar de George Westinghouse High School. Hij begon met pianospelen toen hij drie jaar oud was, op het moment dat zijn oom Lawrence hem uitdaagde om zijn spel precies te kopiëren. Jamal begon met pianolessen op zijn zevende samen met Mary Cardwell Dawson, wie hij beschrijft als een van zijn grootste inspiratiebronnen. Hij bekeerde zich tot de islam in 1952 en wijzigde in deze periode zijn naam in Ahmad Jamal.
Jamal begon met George Hudson's Orchestra een tournee. Later ging hij bij een andere tourgroep genaamd The Four Strings, die al snel uiteenviel. Hij verhuisde naar Chicago in 1950 en maakte daar in 1951 zijn eerste plaat voor het Okeh-label met The Three Strings. De andere leden waren de gitarist Ray Crawford en een bassist (vaak Eddie Calhoun, maar ook Richard Davis of Israel Crosby). Daarna nam Jamal deel aan opnames voor Parrot (1953–1955) en Epic (1955) met deze piano-gitaar-bas-line-up. Het geluid veranderde drastisch toen Crawford in 1957 werd vervangen door drummer Vernel Fournier en de groep werkte als het "House Trio" bij Chicago's Pershing Hotel. Het trio bracht het livealbum But Not for Me uit, dat op de Ten Best-selling charts bleef staan gedurende 108 weken. Jamals bekende lied Poinciana is voor het eerst uitgegeven op dit album. Het financieel succes van dit album gaf Jamal het geld om een restaurant en een club genaamd The Alhambra te openen.
Jamal speelde meestal met een bassist en drummer. Sinds 1980 was hij gast aan huis bij de belangrijkste clubs in de Verenigde Staten en grote Europese jazzfestivals. Hij werd vaak begeleid door bassist James Cammack en (tot diens overlijden in 2014) drummer Idris Muhammad. Ook trad hij vaak op met saxofonist George Coleman en speelde hij met percussionist Manolo Badrena. Met Coleman werkte hij samen op het album The Essence; met vibrafonist Gary Burton op In Concert; met de stemmen van Howard A. Roberts Chorale op Bright, Blue and Beautiful en Cry Young; met koperblazers, rietblazers en snaren bij een viering in zijn geboorteplaats Pittsburgh; en met "The Assai Quartet".
Ahmad Jamal overleed in 2023 op 92-jarige leeftijd.

## Prestaties
Clint Eastwood heeft twee opnames van Jamals album But Not For Me — Music, Music, Music en Poinciana — in zijn film The Bridges of Madison County gebruikt.
De Franse minister van cultuur Renaud Donnedieu de Vabres benoemde Jamal in 2007, namens de Franse regering, tot Officier in de Orde van Kunst en Letteren.
In 1994 kreeg Jamal de American Jazz Masters-Award en werd hij benoemd tot Duke Ellington Fellow op Yale University.

## Discografie
Argo Records/Cadet Records
- Ahmad's Blues (1951, 1955)
- Chamber Music of the New Jazz (1955)
- Count 'Em 88-The Ahmad Jamal Trio (1956)
- At the Pershing: But Not for Me (1958)
- Live at The Pershing & The Spotlight Club (1958)
- Jamal at the Penthouse (1959)
- Happy Moods (1960)
- All of You (1961, met Israel Crosby, Vernel Fournier)
- Alhambra (1961, met Crosby, Fournier)
- Cross Country Tour 1958-1961 (1962)
- Poinciana (1963)
- Extensions (1965)
- Heat Wave (1966)
- Standard Eyes (1967)
- The Bright, The Blue and The Beautiful (1968)

Impulse! Records
- 1968: Tranquility
- 1970: The Awakening
- 1971: Freeflight
- 1972: Outertimeinnerspace
- 1972: At The Top - Poinciana Revisited

Latere periode
- Ahmad Jamal '73 (1973)
- Jamalca (1974)
- Jamal Plays Jamal (1974)
- Steppin Out with a Dream (1976)
- One (1978)
- Genetic Walk (1980)
- Night Song (1980)
- Live at Bubba's (1980)
- Ahmad Jamal & Gary Burton In Concert (1981)
- Digital Works (1985)
- Live at The Montreal Jazz Festival (1985)
- Rossiter Road (1986)
- Crystal (1987)
- Pittsburgh 1989 (1989)
- Live in Paris 1992 (1993)
- Chicago Revisited - Live at Joe Segal's Jazz Showcase (1993)
- I Remember Duke, Hoagy & Strayhorn (1995)
- The Essence Part 1 (1995)
- Big Byrd - The Essence Part 2 (1996)
- Nature - The Essence Part III (1998)
- With The Assai Quartet (1998)
- Picture Perfect (2000)
- Ahmad Jamal à l'Olympia (2001)
- In Search of Momentum (2003)
- After Fajr (2005)
- Legendary Okeh & Epic Recordings (1951–1955) (2005)
- It's Magic (2008)
- Poinciana - One Night Only (2008)
- A Quiet Time (2009)
- Blue Moon (2012)

Als bandlid
- Shirley Horn - May the Music Never End (2003)